# Папагајка
Папагајка је неформални назив зграде, која се налази у Сарајеву, главном граду републике Босне и Херцеговине. Ово је атипична зграда, саграђена у посљедњим годинама постојања социјалистичке Југославије. Има шест спратова и у њој се налазе пословни простори, те станови. Свој назив добила је због шарене фасаде, која личи на папагаје, па и због бруталистичког изгледа, представља огроман контраст у упоређењу са околним, ниским кућама. Налази се са леве стране Миљацке између Дрвеније и Латинске ћуприје.
Зграда је саграђена по приједлогу архитекте Младена Гвоздена из 1982. године.